# Barbara de Koy
Barbara de Koy (geboren 1954 in Lansing, Michigan, USA) ist eine deutschsprachige Schauspielerin, die an vielen wichtigen Bühnen sowie in Film und Fernsehen spielt.

## Leben und Werk
Barbara de Koy wurde als Tochter des russischen Architekten Andrew Wssewoloschskoy und der Hausfrau Luise Feigl im amerikanischen Bundesstaat Michigan geboren. 1958 erfolgte die Namensänderung, 1959 übersiedelte die Familie nach Münchsmünster in Oberbayern. De Koy studierte zunächst Germanistik, Anglistik und Theaterwissenschaften an der Universität München, danach von 1979 bis 1983 Schauspiel an der Folkwang-Hochschule in Essen, unter anderem bei Rolf Henniger.

### Arbeit auf der Bühne
Gleich nach ihrem Studienabschluss debütierte de Koy als Hero in Shakespeares Viel Lärm um nichts in der Regie von Kurt Meisel am Bayerischen Staatsschauspiel. Danach war sie von 1983 bis 1991 festes Ensemblemitglied des Münchner Volkstheaters, wo sie in Inszenierungen von Harald Clemen, Ruth Drexel, Wolfgang Gropper, Ulrich Heising und anderen zu sehen war. Seit 1992 ist Barbara de Koy als Darstellerin für Schauspiel, Film und Oper sowie als Sprecherin, Dialekt- und Dialogcoach freiberuflich tätig. Sie arbeitete am Württembergischen Staatstheater Stuttgart, am Nationaltheater Mannheim, an den Hamburger und an den Münchner Kammerspielen, am Stükke-Theater Berlin, am Stadttheater Klagenfurt und am Schauspielhaus Graz, wo sie in Krystian Lupas Inszenierung von Thomas Bernhards Holzfällen. Eine Erregung zu sehen war.
Eine kontinuierliche Zusammenarbeit verband sie von 1999 bis 2010 mit dem Regisseur Peer Boysen, der sie als Schauspielerin in zahlreichen seiner Operninszenierungen von Werken Cimarosas, Händels, Strawinskys und Tarnopolskys integrierte – am Prinzregententheater und am Staatstheater am Gärtnerplatz in München, bei den Internationalen Händel-Festspielen Göttingen, am Opernhaus Halle, bei den Schlossfestspielen Ludwigsburg und am Staatstheater Karlsruhe.
Von 2004 bis 2008 gastierte die Schauspielerin gemeinsam mit ihrer Kollegin Monica Bleibtreu und der szenischen Karl-Valentin-Lesung Das kinderlose Ehepaar auf zahlreichen Bühnen in ganz Deutschland. 2013 kehrte sie in einer Martin-Kušej-Inszenierung der Hedda Gabler auf die Bühne des Münchener Residenztheaters zurück. 2015 debütierte de Koy als Äbtissin Emilia in Shakespeares Komödie der Irrungen bei den Salzburger Festspielen, es inszenierte Henry Mason auf der Pernerinsel in Hallein. 2016 war sie in Salzburg als Frau Varga in Thomas Bernhards Der Ignorant und der Wahnsinnige besetzt, gemeinsam mit Sven-Eric Bechtolf, Christian Grashof, Michael Rotschopf und Johanna Wokalek. Es inszenierte Altmeister Gerd Heinz im Salzburger Landestheater.

### Film und Fernsehen
De Koys Arbeit für Spielfilme und Fernsehen begann 1983 mit Georg Kostyas Musicalspielfilm Spider Murphy Gang und 1984 mit Dieter Berners vierteiligem Historiendrama Lenz oder die Freiheit nach dem Roman von Stefan Heym. 1990 übernahm sie in der Comicverfilmung Werner – Beinhart! eine Hofdame und die Tante Brösel. In der Folge arbeitete sie unter anderem in drei Filmen von Herbert Achternbusch: Niemandsland und I Know The Way To The Hofbräuhaus (beide 1991), sowie Ab nach Tibet! (1994). 1998 war sie an Sebastian Schippers Spielfilm Absolute Giganten beteiligt. Es folgten drei Arbeiten mit dem Regisseur Bernd Fischerauer: Nicht mit uns (2000), In der Mitte des Lebens (2002) und Im Namen des Herrn (2003) sowie zwei Filme mit Peter Weißflog: Das Christkind und Unterholz (beide 2002). 2011 spielte sie in Konstantin Ferstls Debütfilm Trans Bavaria, 2013 in Harald Sicheritz’ Fremdenverkehrsgroteske Bad Fucking (nach dem Kriminalroman von Kurt Palm) und 2015 in Karola Meeders Komödie Endstation Glück.
Ihre Fernseharbeit umfasst eine Reihe von Auftritten in Serien und TV-Filmen, darunter die Serien Julia – Eine ungewöhnliche Frau, München 7 und Monaco 110. In den Jahren 2006 bis 2008 spielte sie in fünf Folgen der ARD-Serie Familie Sonnenfeld die Frau Schulze-Hellweg. 2011 übernahm sie im Münchner Tatort: Gestern war kein Tag die Rolle der Frau Hofer, der Nachbarin von Lansinger. Für ihre Darstellung der mordenden Apothekerin Margot Höllerer im Münchner Tatort: Am Ende des Flurs im Jahr 2014 wurde sie zweimal ausgezeichnet.
De Koy lebt mit ihrem Lebensgefährten, dem österreichischen Schauspieler Johannes Silberschneider, in München.

## Bühnenrollen (Auswahl)
- Tonka in Martin Sperrs Jagdszenen aus Niederbayern – Münchner Volkstheater (Regie: Harald Clemen)
- Atala in Nestroys Häuptling Abendwind – Münchner Volkstheater (Regie: Ruth Drexel)
- 1991: Frau in Joyce’ Die Verbannten – Nationaltheater Mannheim (Regie: Urs Troller)
- 1992: Maria in Reinhard P. Gruber: Heimatlos – Hamburger Kammerspiele (Regie: Stephan Barbarino)
- 2013: Tante Julle in Ibsens Hedda Gabler – Bayerisches Staatsschauspiel (Regie: Martin Kušej)
- 2015: Äbtissin Emilia in Shakespeares Komödie der Irrungen – Salzburger Festspiele (Regie: Henry Mason)
- 2016: Frau Vargo in Thomas Bernhards Der Ignorant und der Wahnsinnige  – Salzburger Festspiele (Regie: Gerd Heinz)

## Filmografie (Auswahl)
- 1986: Irgendwie und Sowieso (Fernsehserie, Folge Sir Quickly und die Frauen)
- 1990: Werner – Beinhart!
- 1991: I Know the Way to the Hofbrauhaus
- 1994: Ab nach Tibet!
- 1997: Sophie – Schlauer als die Polizei (Fernsehserie)
- 1999: Absolute Giganten
- 2000: Heimkehr der Jäger
- 2000: Nicht mit uns (Fernsehfilm)
- 2002: Unterholz (Fernsehfilm)
- 2003: In der Mitte eines Lebens (Fernsehfilm)
- 2003: Im Namen des Herrn (Fernsehfilm)
- 2004: Im Zweifel für die Liebe (Fernsehfilm)
- 2005: Der Ruf der Berge (Fernsehfilm)
- 2007: Unter Verdacht – Das Geld anderer Leute (Fernsehfilm)
- 2007: Der Ruf der Berge – Schatten der Vergangenheit (Fernsehfilm)
- 2009: Mein Nachbar, sein Dackel & ich (Fernsehfilm)
- 2011: Tatort – Gestern war kein Tag
- 2012: Trans Bavaria
- 2013: München Mord: Wir sind die Neuen (Fernsehreihe)
- 2014: Tatort – Am Ende des Flurs
- 2016: Endstation Glück
- 2017: Maria Mafiosi
- 2017: Kommissar Pascha – Bierleichen – Erstausstrahlung ARD 23. März 2017, Regie Matthias Steurer[2]
- 2018: Hubert und Staller – Über sieben Brücken
- 2020: München Mord: Ausnahmezustand (Fernsehreihe)

## Auszeichnungen
- 1989: Förderpreis der Stadt München für interpretierende Kunst
- 2014: Deutsche Akademie für Fernsehen, Auszeichnung als beste Schauspielerin in einer Nebenrolle für Tatort: Am Ende des Flurs
- 2015: Deutscher Schauspielerpreis, beste Schauspielerin in einer Nebenrolle für Tatort: Am Ende des Flurs